# Zabrodź
Zabrodź (lit. Užubrastis) – wieś na Litwie, w okręgu wileńskim, w rejonie wileńskim, w gminie Pogiry.

## Historia
W dwudziestoleciu międzywojennym zaścianek leżący w Polsce, w województwie wileńskim, w powiecie wileńsko-trockim, do 1 kwietnia 1927 w gminie Landwarowo, następnie w gminie Troki. W 1931 miejscowość liczyła 19 mieszkańców, zamieszkałych w 3 budynkach.
Po II wojnie światowej w granicach Związku Sowieckiego. Od 1991 na niepodległej Litwie.